# 大森研一
大森 研一（おおもり けんいち、1975年 - ）は、日本の映画監督・映像作家・脚本家。香川大学大学院非常勤講師、砥部焼観光大使(愛媛県砥部町)、伊達なうわじま観光大使(愛媛県宇和島市)、新居浜ふるさと観光大使(愛媛県新居浜市)、三原アンバサダー(広島県三原市)、合同会社ウサギマル代表。
愛媛県伊予郡砥部町出身。砥部町立砥部中学校、愛媛県立松山工業高等学校、大阪芸術大学卒業。

## 人物
映画祭で多数の受賞歴を持つ。テレビ朝日ブロスタTVアワードでの準グランプリ受賞(実写グランプリ)を機に製作した
初の商業用長編映画『ライトノベルの楽しい書き方』（監督・脚本）は、東京・池袋テアトルダイヤほか全国で公開。小規模封切りにもかかわらず王様のブランチミニシアターランキング全国3位、ぴあ初日満足度ランキングでは全国6位を記録し7週間ロングラン上映となり、DVDオリコンチャートにおいては販売デイリーランキング映画総合において全国1位を記録した。
またエンジェルロード脚本賞においてグランプリを受賞し制作した『瀬戸内海賊物語』配給:松竹(2014)においては千人規模のオーディションがおこなわれ、当時は演技未経験であった葵わかなを主要キャストとして選出している。本田望結初主演による映画『ポプラの秋』(2015)、『海すずめ』(2016)、『やっさだるマン』(2018)、『ふたつの昨日と僕の未来』など年毎に公開、その演出・脚本力については非常に高い評価を受けている[誰によって?]。

## 監督作品

### 長編映画
- 『ライトノベルの楽しい書き方』監督・脚本（2010年）テレビ朝日ブロスタTVアートポート
- 『恐怖新聞』監督・脚本（2011年）GPミュージアム
- 『瀬戸内海賊物語』監督・原案・脚本・編集（2014年）松竹
- 『ポプラの秋』監督・脚本（2015年）アスミック・エース／シナジー
- 『海すずめ』監督・脚本（2016年）アークエンタテインメント
- 『やっさだるマン』監督・脚本（2018年）スターキャット
- 『ふたつの昨日と僕の未来』監督・脚本（2018年）キャンター
- 『未来へのかたち』監督 ・脚本（2021年）スターキャット[3]

### テレビドラマ
- 水木しげるのゲゲゲの怪談:『不死鳥を飼う男』監督・脚本（2013年8月31日フジテレビ）テレビ朝日映像
- 水木しげるのゲゲゲの怪談:『妖怪枕返し』監督・脚本（2013年8月31日フジテレビ）テレビ朝日映像

### 短編映画
- 『虹色喫茶』/短編16分（2006年）
- 『酔いどれバトン』/短編16分（2007年）
- 『記念日』（2007年）DVD『神様の言うとおり短篇.jpルーキーズ第1弾』
- 『アタシの鍵は』/中篇46分（2008年）
- 『White Line』（2008年）
- 『恋文から』（2009年）
- 『しゃっくりのこころ』（2009年）
- 『星の降る丘』名古屋市主催ショートストーリーなごや「大賞作品」（2009年公開）
- 『げんこつ母さん』埼玉県SKIP（2010年公開）
- 『ミサリー』松竹芸能×大森研一（2011年公開）
- 『きみとカイゴ』（ウェブ映画）愛媛県社会福祉協議会×脚本・監督・編集　大森研一（2020年公開）

### テレビ番組
- スカパー! : ミニショット番組演出
- 日本ものづくり大賞～受賞者たちの挑戦～ : BS-TBS演出･制作

### ラジオ番組
- 大森研一の Starting Line for the Future（2021年11月7日 - 、エフエム愛媛） - パーソナリティ[4]

### MV
- 上野優華「ココロノツバサ」キングレコード

### ＣＭ
- ダイコク電機CM
- 東京電力「サイエンスグランプリ」ディスカバリーチャンネル
- 集英社週刊ヤングジャンプ30周年記念CM
- 金冠堂キンカンクールソフトCM

### 舞台
- 『シンパシー・ライジング』2017年 愛媛県砥部町ミュージカル脚本

### 執筆・原案
- 『シャトル・プリンセス』著:「愛媛こまち」ライトノベル連載
- 『瀬戸内海賊物語 ぼくらの宝を探せ! 』原案:「黒田晶」著静山社
- 『愛媛新聞』2015年 通年大型コラム

### ほか
- 鈴3太郎 : BeeTVアニメ、演出
- 水の塔 : 駒沢給水塔風景資産保存会ドキュメント
- 豊年万作祭十勝サーカス帯広ドキュメント

### 国際映画祭
- フィラデルフィア・アジアン・アメリカン映画祭2018 正式出品(『やっさだるマン』)
- ハワイ国際映画祭2016 正式出品(『海すずめ』)
- 上海国際映画祭2015 パノラマ部門 正式招待(『ポプラの秋』)
- モントリオール映画祭2015 正式招待(『ポプラの秋』)
- LA EigaFest2013 Features(ロサンゼルス・ハリウッド) 正式出品(『瀬戸内海賊物語』)

### 国際映像祭
- 日本国際観光映像祭2018:スポーツツーリズム優秀賞(『新居浜市ＰＶ』)

### 国内映画祭
- 瀬戸内国際こども映画祭2011エンジェルロード脚本賞:グランプリ受賞
- 水戸短編映像祭:準グランプリ受賞
- テレビ朝日 ブロスタTVアワード:準グランプリ受賞(実写グランプリ)
- TSSショートムービーフェスティバルIII:グランプリ受賞
- 東京国際映画祭企画東京ネットムービーフェスティバル:準グランプリ受賞
- 小田原映画祭:最高金賞、審査員特別賞、スタッフ賞　受賞
- 週刊アスキーショートムービーコンテスト:グランプリ受賞
- Biz-RAWARD:企画優秀賞受賞
- ショートショートフィルムフェスティバルストップ!温暖化部門:入賞
- Corel Creative Design Competition:優秀賞(最高賞)受賞
- 山形国際ムービーフェスティバル:県知事賞受賞
- 高崎映画祭ショートムービー:準グランプリ受賞
- したまちコメディ映画祭:入賞
- ピースな映像祭:観客賞受賞
- うえだ城下町映画祭:観客賞受賞

### 賞
- テレビ愛媛賞35 (2015)